# 京阜高速动车组列车
京阜高速动车组列车是中华人民共和国中国铁路高速运行于首都北京市北京西站及安徽省阜阳市阜阳西站的高速动车组列车，途经北京市、河北省、河南省、安徽省一市二省，客运里程1010公里，列车客运乘务由北京局集团石家庄客运段担当。其中北京西站至阜阳西站运行5小时55分，使用车次为G1577次；阜阳西站至北京西站运行5小时23分，使用车次为G1578次。

## 历史
2019年12月30日，配合郑阜高速铁路通车，新增北京西~阜阳西G1577/1578次列车。

## 使用列车
G1577/1578次列车使用配属北京局集团北京西动车运用所的CR400AF，重联运行。